# Jacques-Julien Dubochet

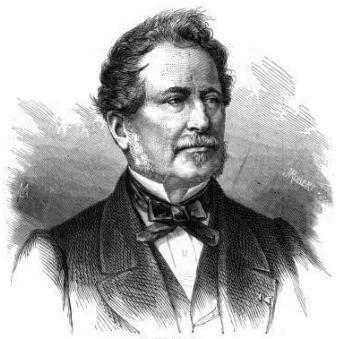
Jacques-Julien Dubochet (1868)

Jacques-Julien Dubochet (* 10. Mai 1798 in Vevey; † 4. September 1868 in München) war ein Schweizer Rechtsanwalt und Herausgeber der Zeitung L’Illustration.

## Leben
Jacques Dubochet war der Sohn des Hofschreibers und Diplomaten Jean-François-David Dubochet und der Suzanne-Marguerite Blanc. Er studierte an der Universität Lausanne im Jahre 1814, bevor er ab 1817 Jura studierte und in Paris zum Rechtsanwalt vereidigt wurde. Gemeinsam mit Adophe Thiers gründete er die regierungskritische Zeitung Le National.
Ab 1830 war er selbst als Verleger tätig und befreundete sich mit dem Buchhändler Jean-Baptiste-Alexandre Paulin. Sie veröffentlichten unter anderem Die menschliche Komödie von Honoré de Balzac. Dubochet verlegte in Paris auch die Werke seines Cousins Rodolphe Töpffer. 
1843 schlossen sich Dubochet gemeinsam mit Alexandre Paulin mit Adolphe Joanne und Édouard Charton zusammen. Gemeinsam lancierten sie die Zeitung L'Illustration, für die sie von den Illustrated London News inspiriert wurden. 1845 wurde in der Zeitung Histoire de monsieur Cryptogam als Comic von Rodolphe Töpffer, gemalt von Cham, veröffentlicht.
Im Jahr 1849 wurde er Generalsekretär der Pariser Gasgesellschaft, unter der Leitung seines Onkels Emmanuel-Vincent Dubochet, Besitzer des Château des Crêtes in Clarens (Gemeinde Montreux) und der berühmten «Dubochet-Villen».
1860 wurde er Mitglied der Société de Géographie. Er ist der Autor des im Jahr 1825 erschienenen Buches Geschichte der Schweizer, veröffentlicht im Raymond Verlag in Paris.

## Verwandtschaft
Sein Urenkel ist der Chemie-Nobelpreisträger Jacques Dubochet.